# 徐大雄
徐大雄（1928年—2016年1月28日），男，江苏苏州人，中国信息光学专家，曾任北京邮电学院教授、博士生导师，中国光学学会常务理事。